# 日本流行音樂
日本流行音樂（英語：Japanese popular music，通称J-pop，风格化为全部大写）在廣義上指昭和時代後受西方流行音樂影響而出現的日本歌謠曲，狹義上則指1980年代末期誕生的「J-POP」。此名稱由1988年開播的音樂專門電台J-WAVE命名，是當時為定義日本出產的流行音樂而創造出來的和製英語用詞，其後在日本被廣泛地用來指受西方影響的現代音樂流派，主要包括大眾流行、节奏布鲁斯、靈魂樂、搖滾樂、舞曲、嘻哈、流行電音等。此外，也有日本獨自發展出來的J-POP分支，如澀谷系和City pop。
根據国际唱片业协会統計，直至2023年以J-POP爲主的日本音樂產業是世界第二大的音樂市場（包括實體唱片、數位音樂、音樂串流、版稅）；與其他地區類似，日本的實體唱片銷量減少，音樂串流及數位音樂逐漸成爲市場增長的主要動力。

## 特色

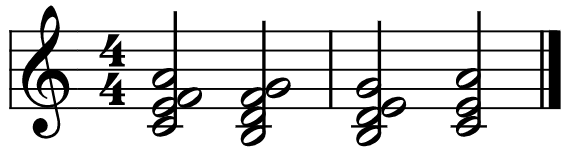
J-pop常见的王道和弦

日本流行音樂基本上從日本傳統音樂演變而成，最早雛形為起源於明治時代的演歌、以及昭和初期受當時西方流行音樂影響而出現的歌謠曲；至於轉變成今日之音樂形式，則可追溯到1960年代搖滾樂在西方的興起。披頭四和海灘男孩等組合啟發了日本音樂界，於1969年組成的Happy End就嘗試把搖滾樂和日本傳統音樂混合。1970年代晚期，新浪潮開始，將流行音樂和搖滾樂合二為一的南方之星定義了新一代的J-pop，最終在1980年代末，J-pop取代歌謠曲成為日本流行音樂的代名詞。
現時日本大部份的影音商店都會將音樂出版品分成4大種類，分別是J-pop、演歌、古典樂及英語／國際。有些歌手的作品則融合了演歌和J-pop，例如安全地帶和中岛美雪。另外，偶像歌曲在日本被視為是流行音樂的類型之一，此也成為日本流行音樂的一大特色。而音樂出版品的發行型態上，分為單曲、專輯兩大種類，相對於世界其他地區多僅以專輯為發行之型態單位，單曲在日本流行音樂市場的重要性與專輯相同，其發行規格類似其他地區所稱的迷你專輯，而且此型態即使在數位音樂下載大行其道後仍然不變。
在1970年代末期至2000年代初期，日本流行音樂對東亞與東南亞，尤其是華語與粵語的流行音樂發展有著重大的影響。在大中華地區，該時期有大量膾炙人口的作品是翻唱自J-POP的作品。

## 歷史
現代日本流行音樂基本上從日本傳統音樂演變而成，轉變當中最早可以追溯到西方搖滾音樂的興起。1960年代，披頭四和海灘男孩等組合啟發日本音樂界，於1969年組成的Happy End就嘗試把搖滾音樂和日本傳統音樂混合。1970年代晚期，新浪潮開始，將流行音樂和搖滾樂合二為一的南方之星開啓J-POP的新一頁，最終在1980年代末，J-POP取代歌謠曲成為日本流行音樂的主流。1990年代末，宇多田光與滨崎步發表各自的出道專輯，皆留下不俗成績，使知名度迅速上升。宇多田光、滨崎步與倉木麻衣，在華語圈並稱為「平成三大歌姬」，並於2000年代初席捲亞洲歌壇。踏入2010年代，各個偶像團體均在日本音樂界獲得成功，尤其以嵐和AKB48最為突出。不同偶像團體所獲得的大量獎項均令團體之間的盛況和激烈競爭達到前所未有的境界，因而被稱為「偶像團體的戰國時代」。2019年後的2020年代，除了偶像團體文化受到改變外，日本音樂市場的發展也開始傾向網路平台。
隨著電腦及軟件技術的發展，VOCALOID和初音未來等虛擬歌手亦應運而生，並隨著互聯網而逐漸變得流行，甚至出現虛擬歌手翻唱歌曲的演唱會。日本的搖滾金屬樂在音樂市場也佔有一席之地，亦有許多相當知名的日本樂團活耀在音樂界如X Japan、BABYMETAL、B'z等。

### 歌謠曲、演歌（1920年 - 1955年）

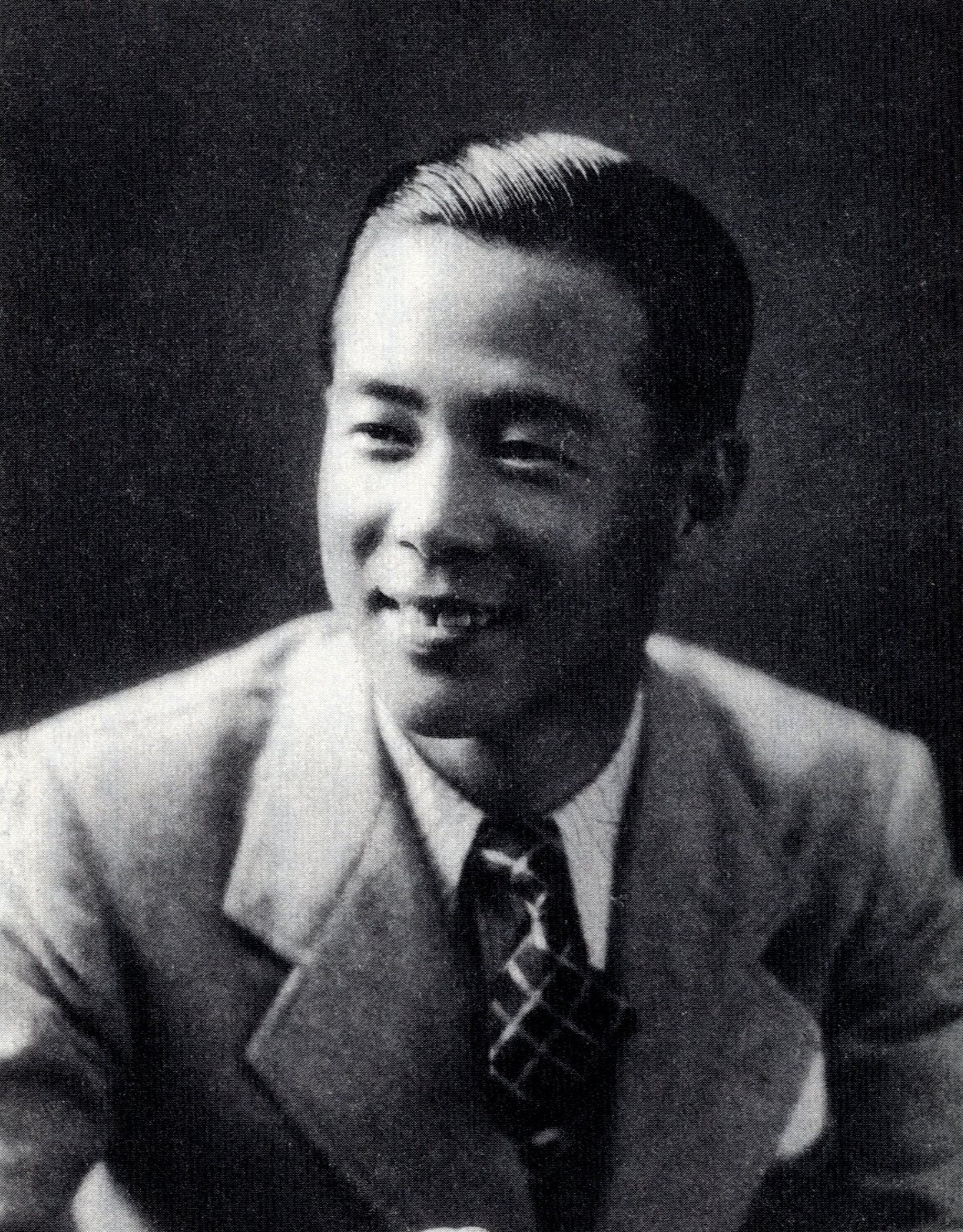
藤山一郎，日本早期重要歌謠曲歌手

J-pop起源於昭和年間，當時爵士樂正值興盛時期。早期日本的酒吧和俱樂部都只演奏古典樂及軍樂，而為了演奏爵士樂，各地在1920年代都引進了更多的樂器，為日本樂壇帶來了新的元素，而音樂咖啡廳（音楽喫茶）則成為演奏爵士樂的熱門地點。
爵士樂在第二次世界大戰期間的發展受戰爭阻礙，戰爭結束後的盟軍佔領時期，日本音樂家因為美軍演奏布基、曼波、布鲁斯和鄉村音樂等音樂，為日本引進了新的樂風。而笠置靜子1948年的《東京布基》、江利智惠美1951年的《田納西華爾茲》、美空雲雀的《祭典曼波》以及雪村泉的《回憶的華爾茲》（想い出のワルツ）則成為了該時代的代表。一些國外的音樂家及樂團（如JATP及路易斯·阿姆斯特朗）也到日本訪問演奏，而1952年更被定為「爵士音樂發展年」。然而這個時期的作品風格需要有高超的演奏水準配合，使得演奏日益困難，許多業餘音樂家轉向鄉村音樂並在遠東學習及演奏，一度令鄉村音樂成為潮流。

#### 代表人物
- 美空雲雀
- 江利智惠美
- 雪村泉
- 笠置靜子

### 摇滚潮（1955年 - 1970年）

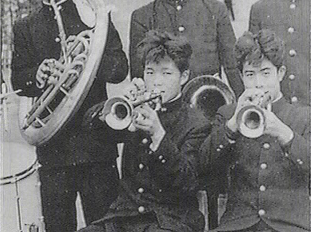
坂本九於學生時代。其單曲「Sukiyaki」為60年來唯一登上美國公告牌百强单曲榜冠軍之日文曲

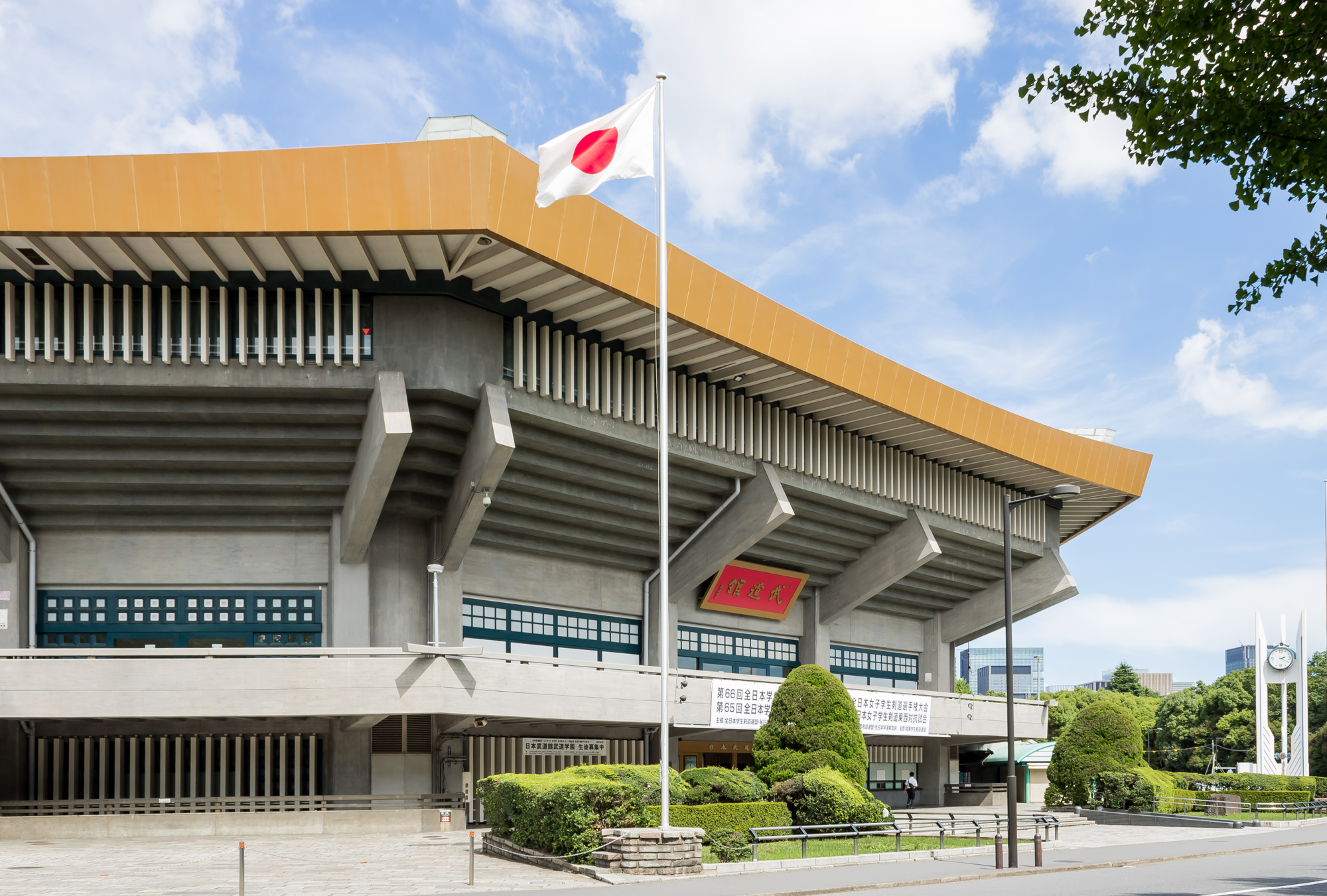
位於東京皇居旁的日本武道館。對於日本音樂業界而言，在此舉辦演唱會是驗證歌手人氣與否的指標，因而被譽為日本音樂表演的聖地

1956年吹起的一股搖滾熱潮，據說是源自一個曾翻唱貓王《傷心旅舍》的鄉村音樂團體「小坂一也與Wagon Masters」（小坂一也とワゴン･マスターズ）。搖滾潮流在1959年達到最高峰，其中一些日本搖滾樂團更曾在電影中演唱。然而因為太多樂團都依照美國的腳步風格來走，日本搖滾樂隨著美國搖滾樂的衰落也相繼走下坡。
部份音樂人開始將日本傳統的流行音樂和搖滾樂融合起來，其中坂本九1961年的歌曲《昂首向前走》（スキヤキ，Sukiyaki）就取得了空前成功。這首歌是第一支在美國（錢櫃雜誌四週、告示牌雜誌三週）取得排行榜第一的日文歌曲，並且銷售達一百萬張，獲頒「黃金記錄」。
1960年代，披頭四樂團對全世界的流行樂發展造成了重大的影響，其於1966年到訪日本、並在日本武道館舉行公演，令日本在1960年代後期興起Group Sounds搖滾樂。海灘男孩等其他組合也啟發了日本音樂界。於1969年組成的Happy End就嘗試把搖滾音樂和日本傳統音樂混合。

#### 代表人物
- 1960年代火花三人娘（日语：スパーク3人娘）：中尾ミエ（日语：中尾ミエ）、伊東由佳里、園まり（日语：園まり）
- 1960年代御三家：橋幸夫、舟木一夫、西鄉輝彥
- 1960年代末GS御三家：澤田研二、萩原健一、真木ひでと（日语：真木ひでと）
- Group Sounds代表樂隊：老虎樂隊、The Tempters、The Spiders
- 其他代表人物：坂本九、加山雄三、吉永小百合

### 新音樂（1970年 - 1980年）
此時期的音樂風格由早期較單一，較簡易的伴奏編曲轉移到較華麗的風格，並開始引進電子樂器取代1970年前只以傳統樂器（如吉他、鼓）演奏的形式，而在歌詞上也由之前大部份搖滾樂曲所關注的社會議題變成較偏向個人和內心的主題上，例如離別、愛情、友情等等。此一時期最突出的作曲家是筒美京平，他在1971、1972、1973、1975、1976、1981、1982、1983、1985及1987年共計十年均成為日本作曲家銷量冠軍、被普遍認為是是日本流行歌曲的開創先驅、也是史上銷量最高的作曲家，其作曲的歌曲銷量超過7600萬。
另外，日本在這個時期亦開始興起偶像派歌手，鄉裕美、西城秀樹、野口五郎被封為新御三家，而西城秀樹與另一偶像派歌手澤田研二的競爭最為劇烈。除此之外，將流行音樂和搖滾樂合二為一的南方之星開啓J-POP的新一頁。

#### 代表人物
- 1970年代新三人娘（日语：新三人娘）：小柳留美子（小柳ルミ子）、南沙織、天地真理
- 1970年代花之三人娘（日语：花の中三トリオ）：森昌子、櫻田淳子、山口百惠
- 1970年代四天王：森進一、五木宏、布施明、澤田研二
- 1970年代新御三家：鄉裕美、西城秀樹、野口五郎
- 1970年代末音樂人搖滾御三家：世良公則&ツイスト、原田真二、Char
- 創作歌手代表：松任谷由實、中島美雪、大貫妙子、吉田拓郎、井上陽水、山下達郎、長淵剛、松山千春
- 代表組合：Pink Lady、Candies、THE ALFEE
- 其他代表人物：大橋純子、麻丘めぐみ、陳美齡、岩崎宏美、藤圭子、鄧麗君、翁倩玉、歐陽菲菲

### 城市音樂（1980年 - 1990年）

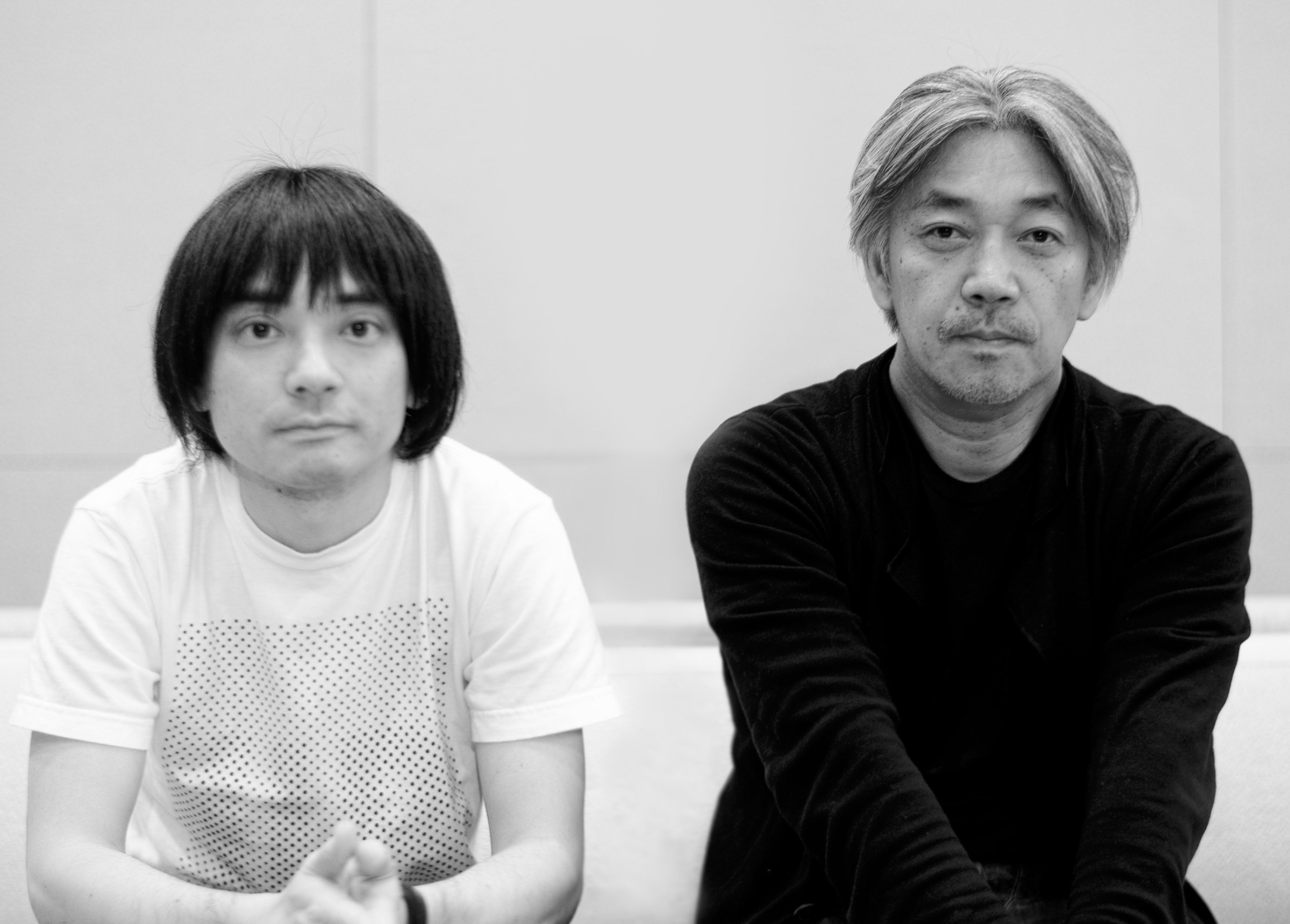
澀谷系音樂人小山田圭吾（左）與曾獲得葛萊美獎的坂本龍一（右）

1980年代代興起的「城市流行」（City Pop）以大城市（一般常以東京為藍圖）中的繁忙、疏離感和紙醉金迷為主題。這時期是J-pop發展演變上極重要的一個時期。
1980年代中期，數名女性偶像歌星獲得壓倒性的人氣，盛況持續了數年，尤其以中森明菜和松田聖子的競爭最為激烈。同一時期有日本搖滾教父「十代教主」之稱的尾崎豐亦迅速走紅。有別於其他偶像派代表，當時尾崎廣受年輕人支持。工藤靜香於1989年成績最為突出、推出 3單曲銷售量達1717770張、3首單曲均同時佔據全年最高銷售量細碟榜的10大位置之中, 被日本傳播界稱她為世代最後偶像傳說。
1980年代末期，J-POP取代歌謠曲成為日本流行音樂的主流。

#### 代表人物
- 1980年代男性偶像田近野三人組（日语：たのきんトリオ）：田原俊彥、近藤真彥、野村義男（日语：野村義男）
- 1980年女性偶像：松田聖子、河合奈保子、三原順子、岩崎良美、柏原芳惠
- 1982年女性偶像：中森明菜、小泉今日子、松本伊代（日语：松本伊代）、早見優、石川秀美、堀智榮美
- 1984-1986年女性偶像：菊池桃子、荻野目洋子、本田美奈子、芳本美代子（日语：芳本美代子）、齊藤由貴、西村知美、岡田有希子
- 1980年代末女性偶像：工藤静香、中山美穂、南野陽子、今井美樹、渡邊美里、淺香唯（日语：浅香唯）
- 1980年代末男性偶像：光GENJI
- 代表樂隊：Off Course（小田和正）、YMO（坂本龍一）、南方之星（桑田佳祐）、安全地帶（玉置浩二）
- 代表組合：苦柿隊、少年隊、小貓俱樂部、THE ALFEE
- 其他代表人物：尾崎豐、山下達郎、竹內瑪莉亞、冰室京介、谷村新司、濱田省吾（日语：浜田省吾）、松山千春、矢澤永吉（日语：矢沢永吉）、德永英明、長淵剛、中島美雪
- 世代最後偶像稱號：工藤静香於1989年成績最為突出、推出「恋一夜」「嵐の素顔」「黄砂に吹かれて」3單曲銷售量達1717770張、3單曲一同佔據全年細碟榜的最佳銷售量10大之中, 被日本傳播界稱為世代最後偶像傳說
- 首見歌姬稱號：中森明菜（元祖歌姬）
- 1980年代的中森明菜（1982-89年）和1980年代末的工藤静香（1989-97年）除了歌曲成功外、髮型服飾等亦帶動了亞洲多地女性紛紛模仿

### 市場巔峰（1990年 - 1999年）

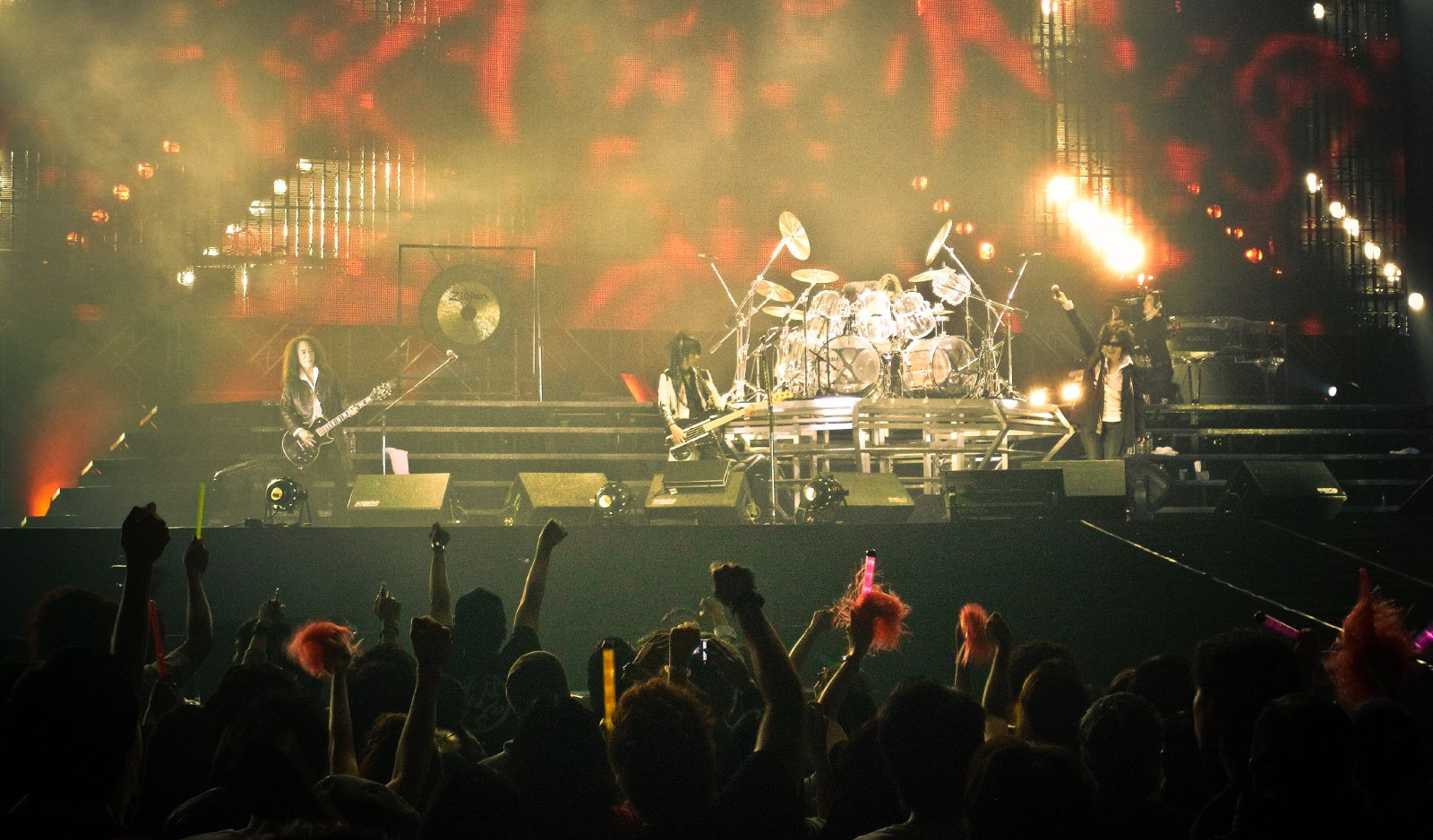
視覺系樂團先驅X Japan演唱會一景

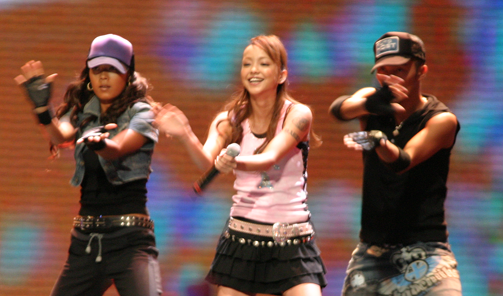
安室奈美惠（中）於2005年MTV亞洲音樂大獎

1990年代是J-pop的極盛時期，音樂市場的各項紀錄在此時期不斷被打破。其銷售額於1991年打破了4000億日圓，1993年5000億日圓，在1998年達到了空前絕後的6075億日圓。音樂市場的擴張同時帶來了音樂風格的多樣化與強烈的競爭，例如J-Rock勢力的擴張。
此時期由於市場極度蓬勃，可再分為三個時期：
- 1990年－1994年：Being系時代。「低調」是旗下歌手的一大特色，其歌手除演唱會與音樂節目外，不常公開露面，極少參與綜藝節目、廣告代言，作品宣傳也相對較少。Being的領導者長戶大幸與織田哲郎也受到極高推崇，可說是小室哲哉之前「音樂製作人」這一職業極致的代名詞。
  - 代表人物：ZARD、TUBE、WANDS、B'z等。其中B'z至今仍為日本音樂史上總銷量第一的歌唱單位。
- 1994年－1997年：小室家族（日语：小室ファミリー）時代。小室哲哉這位可謂傳奇的音樂製作人，此時期將電子舞曲推上了高峰。他負責的著名藝人包括：TRF、安室奈美惠、globe等。小室哲哉製作的唱片至今已達到1億7000萬的總銷量。
  - 代表人物：小室哲哉、安室奈美惠、華原朋美、globe、TRF等。
- 1997年－1999年：樂團時代。繼X JAPAN成為日本史上第一個以獨立製作專輯打進主流唱片排行榜的搖滾樂團，創造出1990年代日本的視覺系風潮後，由X JAPAN團長YOSHIKI帶起的數個視覺系色彩的樂團在此數年間得到了巨大成功，1997年11月，GLAY推出了精選輯REVIEW-BEST OF GLAY，賣出487萬張，打破歷史紀錄。1999年7月，L'Arc-en-Ciel同時發行Ark與Ray，兩張合計初動達300萬。
  - 代表人物：X JAPAN、GLAY、L'Arc~en~Ciel、LUNA SEA等。

另外，1998年可說是「精選年」，也是J-pop史上市場最顛峰的一年。1998年，國民樂團南方之星與新音樂女王松任谷由實各自推出20餘年生涯精選輯：《海的Yeah!!》與《Neue Musik》，銷量雙雙打破300萬。同年，B'z推出了兩張十周年精選輯：《B'z The Best "Pleasure"》與《B'z The Best "Treasure"》，兩者銷量皆破400萬，前者更打破了GLAY的歷史紀錄，銷量達到513萬。此时小室家族反而处于衰落状态，这年专辑和单曲都未进前50。
1999年，時年16歲的新人歌手宇多田光發表出道專輯《First Love》，銷量達765萬，打破歷史紀錄，也帶動日本R&B曲風。同年新人歌手滨崎步发表的第一张原创专辑《A Song for ××》连获三周销量冠军，知名度迅速上升，與宇多田光稱霸整個市場。在倉木麻衣出道後，三人在華語圈並稱為「平成三大歌姬」，在2000年代初席捲亞洲歌壇。
其他代表人物：KAN、米米CLUB、恰克與飛鳥、Mr.Children、南方之星、布袋寅泰、美夢成真、SPITZ、帕妃、JUDY AND MARY、MAX、小事乐团、SPEED、SMAP、近畿小子、T.M.Revolution、槙原敬之、久保田利伸、相川七瀨、大黑摩季、福山雅治、小田和正、PRINCESS PRINCESS等。

### 新世紀，歌姬時代（1999年 - 2003年）

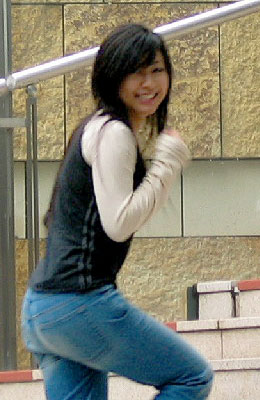
出道時以R&B曲風打響名號的宇多田光，其首張專輯《First Love》銷量達767萬，保持亞洲史上銷量最高專輯紀錄至今

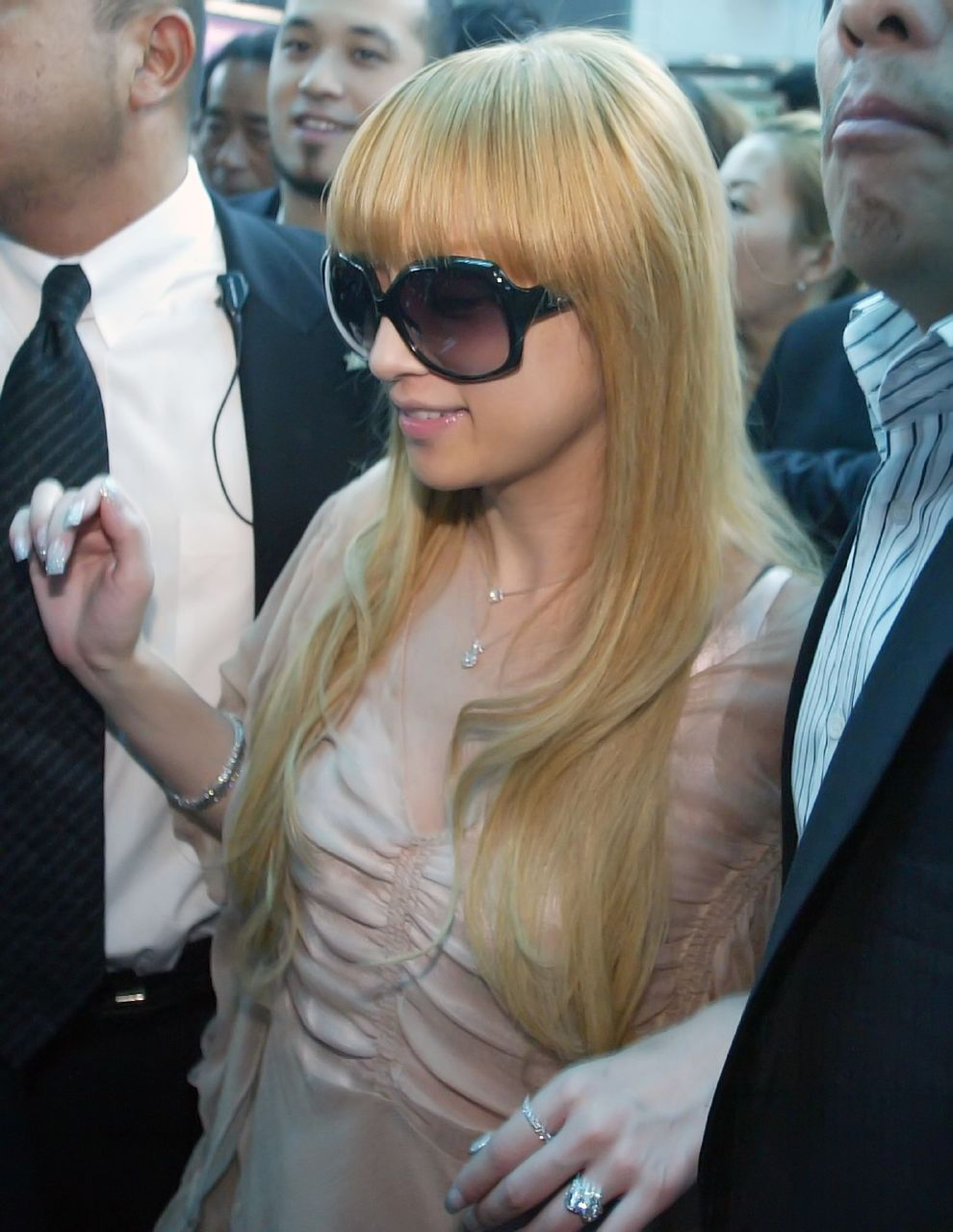
與宇多田光同期出道的濱崎步，是日本史上銷量最高的個人歌手（超過5000萬）

1999年3月10日，年僅16歲的新晉歌手宇多田光發表了出道專輯《First Love》，專輯銷量達到了破紀錄的767萬張，是日本史上最高紀錄。宇多田光保持此一日本及亞洲流行音樂紀錄至今再也無人能挑戰。她的出現引領了日本R&B曲風之大開，並使往後數年市場呈女性個人歌手強勢的情況。
1999年1月1日，另一名新晉歌手濱崎步发表第一张原创专辑《A Song for ××》。这张专辑使滨崎步成为十八年来日本女歌手中第一位连获三周销量冠军、总计五週第一的艺人。在其後濱崎步的知名度開始快速上升，連續數張專輯皆打破日本的唱片銷量紀錄，亦使她的唱片纍積銷量達到破紀錄的5000萬張，成為日本史上唱片總銷量最高的個人歌手。
Being旗下的女歌手倉木麻衣亦出道於1999年，當時的日本業界正處於小室家族的勢力減退，及MISIA、宇多田光等R&B歌手流行的全盛年代。倉木麻衣在這風潮中成功出道，並於2000年在ORICON全年排行榜中得到單曲總銷量1位、專輯總銷量及藝人類別的第2位，之後其第二張專輯《Perfect Crime》也得百萬的銷量。
由於此時的日本音樂市場形成女性歌手強勢的情況，尤其宇多田光與濱崎步兩位女性歌手幾乎稱霸了整個市場，媒體也常以「歌姬對決」形容此時的市場情況。2001年，滨崎步第一張精选专辑《A BEST》和宇多田光第二張原创专辑《Distance》于3月28日同期发行，宇多田光获得世界排行榜最高初動（發行第一週）销量，滨崎步当年则囊括了各种时尚奖项。2001年的出道新人數落到50年來的歷史最低紀錄，可以想見此時兩人對樂壇壟斷情況。至今為止日本國內最暢銷的10張專輯中，宇多田光、濱崎步、倉木麻衣3位女歌手共占5席，分別為宇多田光的《First Love》、《Distance》和《DEEP RIVER》、濱崎步的《A BEST》和倉木麻衣的《Delicious Way》。由於宇多田光、濱崎步、倉木麻衣3人為此時期擁有高銷量的年輕女歌手，遂在華語同好圈形成「平成三大歌姬」的合稱；日本本地則有「98年組」的稱號，用以形容宇多田光、濱崎步、椎名林檎、aiko、MISIA等5位均為1998年出道並走紅的女性歌手。
音樂風格方面，以宇多田光、MISIA、倉木麻衣、BoA等女歌手帶領的R&B風潮大行其道；另一方面，大眾流行路線的濱崎步、以及正統偶像路線的鈴木亞美，則延續了1990年代末由小室家族帶起流行的電子音樂曲風。這些女子歌手的音色多半都偏女高音，歌曲演唱難度較高。
相對於個人歌手的盛行，發展悠久的偶像歌手，在此時期亦有一定人氣。1999年有傑尼斯事務所推出的男子團體「嵐」，延續傑尼斯系自1980年代末以來稱霸男子偶像業界的氣勢；1998年由淳君推出的女子團體「早安少女組。」亦在1999年發行單曲《LOVE MACHINE》後開始走紅，贏得「國民偶像」（国民的アイドル）的稱號，之後以早安少女組。為中心，形成擁有數個團體及個人歌手的女子偶像企劃「早安家族」（ハロー!プロジェクト），其旗下個人歌手之一的松浦亞彌在2001年出道後，憑藉著可愛兼具潮流感的多樣曲風，也在一般日本民眾之間取得了廣泛人氣，有如鈴木亞美的後繼者。

#### 代表人物
- 98年組：MISIA、濱崎步、椎名林檎、aiko、宇多田光[19]
- 偶像：铃木亚美、早安少女組。、松浦亞彌、近畿小子、V6、嵐
- R&B與大眾流行：倉木麻衣、島谷瞳、小柳由紀、寶兒、中島美嘉、平井堅、化學超男子、DA PUMP

### 多樣化（2003年 - 2009年）
約從2003年開始，宇多田光與濱崎步兩人的號召力漸漸減退，其他類型歌手團體開始受到廣泛歡迎，例如EXILE、無限開關、傑尼斯系團體如嵐、KAT-TUN等，音樂市場重新變得多樣化。2003年，SMAP的單曲兼代表作《世界上唯一的花》在Oricon公信榜總共7週佔據冠軍位置，並以絕對的優勢成為2003年度日本單曲銷量冠軍，總銷量接近260萬張，成為日本史上銷量第9高的單曲。2005年開始，德永英明VOCALIST男聲系列掀起了一股老歌翻唱旋風，該系列在日本達到銷售近700萬張的輝煌成績。2005－07年，倖田來未幾乎霸佔了整個日本音樂市場，第4位拿到日本唱片最大賞的日本女歌手，連續兩年銷售總冠軍，可謂歌姬時代最後的輝煌。2008年，安室奈美惠經歷了低谷時期迎來事業的第二春，发行從2002年后收錄的單曲以及兩首新歌的精选辑《BEST FICTION》，累计销量高达156万，当年即拿下日本唱片專輯大赏；另外2008年宇多田光的第五張日文原創專輯《HEART STATION》實體專輯累計銷量突破102萬張，數位下載次數已經達到2000萬次，並為日本iTunes在2008年度數位銷售1位，再創事業的第二春。

#### 代表人物
- 搖滾：B'z、Mr.Children、柚子、椎名林檎、aiko、BUMP OF CHICKEN、橘子新樂園、無限開關、生物股長、GACKT、木村KAELA、YUI、Dragon Ash
- 偶像：
  - 傑尼斯系：SMAP、V6、東京小子、近畿小子、嵐、瀧與翼、NEWS、山下智久、KAT-TUN
  - 早安家族：早安少女組。、哈密瓜紀念日、鄉村少女組。、W
- 歌舞系團體：EXILE、w-inds.、Lead、Perfume
- 饒舌系團體：決明子、屎爛幫、Nobodyknows+
- R&B與大眾流行：安室奈美惠、MISIA、濱崎步、宇多田光、平井堅、中島美嘉、倖田來未、寶兒、化學超男子、大塚爱、絢香、西野加奈

### 偶像戰國時代（2010年 - 2019年）

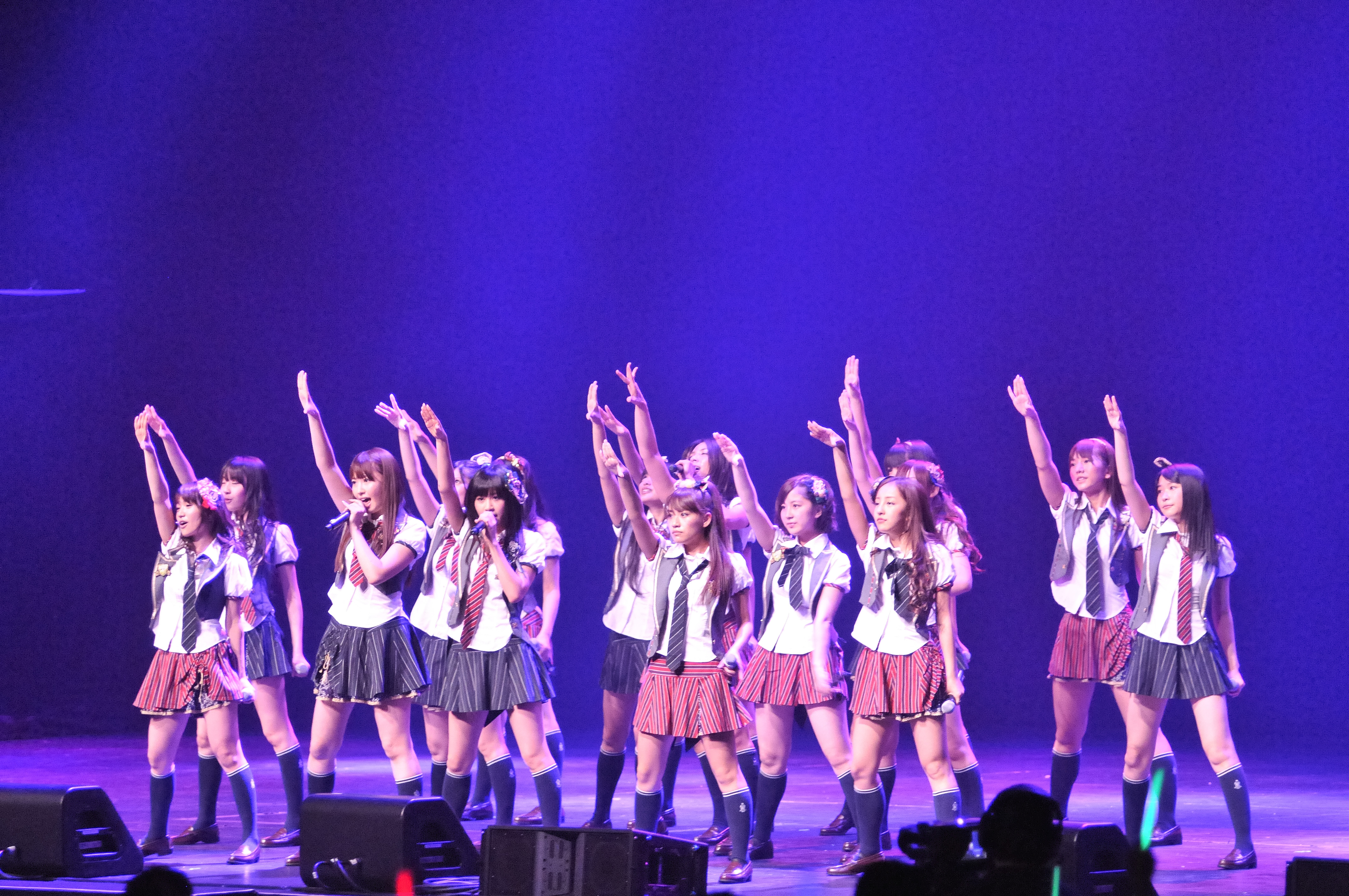
2006年在歌壇出道的AKB48，是日本史上單曲最高銷量的女子組合

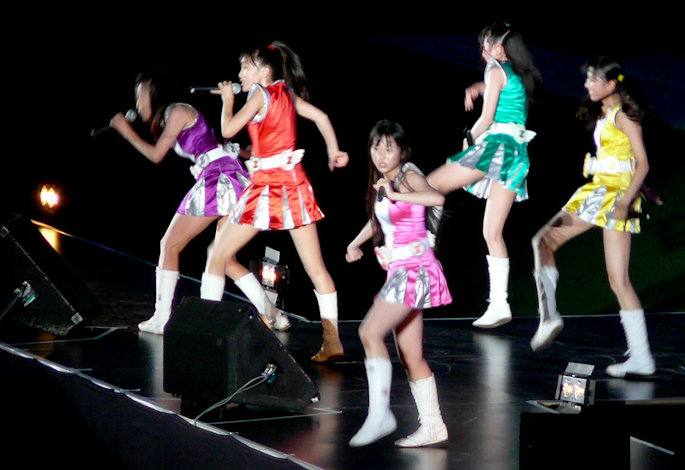
2008年出道、以現場表演魅力為號召的桃色幸運草Z，為最年輕兼首支登上國立競技場舉辦演唱會的女子組合

踏入2010年代，偶像團體開始在於日本音樂界獲得成功，尤其以嵐與AKB48最為突出。身為傑尼斯團體之一，嵐自1999年出道後便具有一定人氣，加上成員在歌唱、影視、主持等多個演藝領域上均有不錯的發展，此後逐漸成為唱片銷量與媒體曝光率最高的傑尼斯系藝人；而傑尼斯事務所也持續推出Kis-My-Ft2、Sexy Zone等團體，使其持續在男子偶像業界的霸主地位不墜。相對的，由知名作詞家秋元康製作、以劇場公演及團員人數眾多為特色的AKB48，在2005年出道時的人氣不高，至2009年才以《RIVER》首次拿下Oricon公信榜單曲週榜冠軍，此後憑藉著透過劇場公演累積的演出經驗，以及握手會、選拔總選舉、猜拳大會等歌迷導向的營銷策略，加上走紅後大量的媒體曝光度，使AKB48往後多年無論在唱片銷量與人氣上都位居女子偶像首位，並以此在日本全國開枝散葉，陸續成立SKE48、SDN48（2012年解散）、NMB48、HKT48、NGT48、STU48等具有在地性質的姐妹團體，形成「AKB48集團」（AKB48グループ）。在AKB48取得成功後，秋元康與日本索尼音樂合作，在2011年成立初始定位為AKB48「官方對手」的乃木坂46，後來又成立櫸坂46（現櫻坂46）、吉本坂46、日向坂46等偶像團體，形成與AKB48集團並立的「坂道系列」（坂道シリーズ），使用類似AKB48的經營架構，但強調藝術性的歌曲風格。秋元康一手創建的AKB48集團及坂道系列，共同形成人數規模龐大的「48系」，兩者則有著競爭兼具合作的關係。
2010年公信榜的單曲銷量排行榜，前十均為AKB48與嵐之作品，其中嵐在2010年總銷售額超過140億日圓，取得全年總冠軍，更在當年獨佔全部四個銷量榜首位，創下公信榜歷史先例。嵐的專輯《我眼中的風景》也在全球聯合銷量榜（United World Chart）中排行全球第36位，成為亞洲唯一上榜的專輯。音樂DVD方面，「ARASHI Anniversary Tour 5×10」成功獲得首位，蟬聯冠軍，年間所有作品總銷售額累積達171.6億日圓，蟬聯冠軍。2011年，AKB48和嵐繼續雄霸公信榜單曲銷量排行榜，其中AKB48及其姐妹團體在年度Orion Top 50中有16首歌曲佔據榜單，當中5張百萬單曲《飛翔入手》、《Everyday、髮箍》、《風正在吹》、《崇尚麻里子》和《變成櫻花樹》更獨佔年度排行榜第一至第五名，是公信榜自1968年創立以來首次出現的紀錄。
嵐也在2010年成為日本百強單曲榜冠軍，並在09-11年連續三年獲得公信榜專輯年榜冠軍，同時在10-11年獲日本金唱片大獎年度最佳藝人。金唱片大獎在接下來的兩年則由AKB48奪得。2012年，AKB48發行的5張單曲銷售量皆突破百萬，再度獨佔年度排行榜第一至第五名，當中《仲夏的Sounds good!》更獲日本唱片協會認證為二百萬唱片，是自SMAP於2003年的单曲《世界上唯一的花》9年後的首張二百萬認證單曲。同年的單曲銷量排行榜前14名均由嵐、AKB48、SKE48和NMB48獲得。
2011年1月5日，嵐獲頒第25回日本金唱片大賞「年度最優秀歌手」等6個獎項，更連續2年獲得邦樂年度藝人（「邦樂」是日本對其國內音樂作品的泛稱），成為2010年的「六冠王」。2月9日，嵐的音樂DVD總銷售量累積達到401萬，打破團體音樂DVD銷量紀錄。6月22日，嵐「ARASHI 10-11 Tour "Scene" 〜你和我眼中的風景〜STADIUM」刷新公信榜半年度音樂DVD銷量榜記錄，加上「ARASHI 10-11 Tour "Scene" 〜你和我眼中的風景〜DOME+」，DVD總銷售量（含音樂及非音樂類）累積達到528.2萬，成為史上第一個DVD總銷售量超過500萬的演藝單位（含個人與團體）。
2012年，Mr.Children發行兩張20周年精選專輯《Mr.Children 2001-2005＜micro＞》、《Mr.Children 2005-2010＜macro＞》雙雙突破百萬銷量，稱霸2012年公信榜頭兩名，這是繼1975年井上陽水和1998年B'z之後，日本樂壇第三次有歌手達成此壯舉。
2013年5月，AKB48的《再見自由式》以185.7萬張成為日本女性音樂團體銷量最高的單曲，打破SPEED《White Love》保持了16年的紀錄，成為日本21世紀銷量最高的單曲作品。同年10月，嵐連續第4年獲得日本娛樂雜誌評選的「最受歡迎藝人」冠軍，刷新由宇多田光保持的3連冠紀錄。11月，《真心電流》亦成為AKB48第14張獲得百萬認證的單曲作品，超越B'z的13張記錄成為日本唱片市場百萬認證單曲數量的紀錄保持人
歷史悠久的傑尼斯系、與聲勢開低走高的48系，分別稱霸日本男子與女子偶像業界，各項記錄和獎項均令兩個系列的盛況得以長期保持並越來越聲勢浩大。而同時期上述2系以外的偶像或歌舞系團體，如桃色幸運草Z、μ's、E-girls等，亦取得一定知名度甚至獎項、紀錄，加上早安少女組。所屬的早安家族人氣重新回升，愛貝克思、星塵傳播等中大型演藝公司亦投入偶像市場，令整個日本音樂市場上各偶像團體的盛況和激烈競爭達到前所未有的境界，其中又以女子偶像團體為甚，因而被日本媒體稱為「偶像戰國時代」（アイドル戦国時代）。
值得注意的是，部分個人歌手於偶像團體的激烈競爭下仍然能在唱片市場獲得一定的銷量和關注，例如宇多田光2016年的復出專輯《Fantôme》全球銷量突破百萬張，安室奈美惠2017年的引退精選輯《Finally》連續兩年高據專輯年榜冠軍，而米津玄師2018年的單曲〈Lemon〉下載量則突破300萬首。
與此同時，隨著K-pop在2000年後逐漸打入日本音樂市場，以偶像團體為首的許多韓國流行歌手前往日本發展，日本流行樂壇亦發展出日籍K-pop偶像、韓系日團等受K-pop影響的新樣態。

#### 代表人物
（備註：偶像的音樂類型屬於大眾流行，為方便辨識，此處列為獨立之音樂類別。）
- 搖滾：Mr.Children、柚子、BUMP OF CHICKEN、生物股長、miwa、Golden Bomber、ONE OK ROCK、SEKAI NO OWARI、RADWIMPS、SHISHAMO、高橋優、WANIMA
- 偶像：
  - 傑尼斯系：SMAP、嵐、V6、NEWS、Hey! Say! JUMP、近畿小子、關西傑尼斯8、KAT-TUN、Kis-My-Ft2、Sexy Zone、King & Prince
  - 48系：
    - AKB48集團：AKB48、SKE48、NMB48、HKT48、NGT48、STU48
    - 坂道系列：乃木坂46、櫸坂46

  - 早安家族：早安少女組。、℃-ute、Berryz工房、Juice=Juice
  - 星塵星球（日语：STARDUST PLANET）：桃色幸運草Z、私立惠比壽中學
  - 其他：9nine、PASSPO☆、Idoling!!、SUPER☆GiRLS、μ's、Aqours、BABYMETAL、TWICE
- 流行電音：Perfume、卡莉怪妞
- R&B與大眾流行：宇多田光、放浪一族（包含放浪兄弟、E-girls、三代目J Soul Brothers、Girls²､、わーすた等團體及個人歌手）、AAA、西野加奈、水樹奈奈、JUJU、安室奈美惠、福山雅治、Superfly、家入里歐、Aimer、星野源、三浦大知、Little Glee Monster、米津玄師

### 改元令和，音樂串流時代（2019年 - 現在）
踏入2019年，日本從平成改元令和，日本社會迎來天皇更迭的新時代，樂壇亦迎來新的變局。傑尼斯的當紅團體嵐於2019年初宣佈在2020年底停止團體活動，而做為女性偶像代表的AKB48集團亦在2019年起停辦選拔總選舉與猜拳大會等大型活動，活躍度比起全盛時期有所下降，其領頭地位則被坂道系列各團取代。King & Prince、Snow Man、IZ*ONE、NiziU、日向坂46等新興團體相繼湧現並取得成功，使偶像業界出現新氣象。而隨著K-pop團體在日本流行音樂佔有一席之地，並受K-pop以國際化元素為基礎成功拓展國際市場的影響，刺激日本樂壇開始發展以國際市場為導向的流行團體。
日本音樂市場的發展亦隨著串流媒體的擴張而產生變化，並在2018年開始出現串流平台收入佔市場總收入過半數的情況，反映日本聽眾的主流消費模式逐漸傾向網路媒體。Official髭男dism、King Gnu、愛繆、YOASOBI等新晉歌手及音樂團體相繼崛起，並在串流媒體市場取得廣泛成功，打破以往由偶像團體主導樂壇的局面；另一現象是「覆面系歌手」的賣座，包括米津玄師、Ado、yama、永遠是深夜有多好。、Yorushika等，他們的特色為不常或完全不在主流媒體及公眾場合曝光，作品主要透過網路平台傳唱。新晉歌手及音樂團體中，Official髭男dism憑著單曲《Pretender》連續34週高據Oricon公信榜串流排行榜冠軍，而YOASOBI則憑著數位發行單曲《向夜晚奔去》和《偶像》接連打破串流紀錄。除了新晉歌手以外，以往未開放串流媒體服務的大牌歌手也陸續解禁並取得佳績，例如宇多田光的《One Last Kiss》和《為你着迷》兩首歌串流紀錄相繼破億，讓日本的串流媒體市場更加壯大，熱門歌曲的計算基準也從以往的實體唱片銷量逐漸轉變為串流媒體上的播放次數。而處於流行音樂與動畫之交集的動畫歌曲，在日本流行樂壇逐漸成為賣座的保證，加上主流樂壇歌手的投入，使得動畫歌曲成為日本流行文化推向國際的一大助力。
2020年起，日本音樂業界受到新型冠狀病毒（Covid-19）疫情的衝擊，使樂壇的模式再次產生改變。偶像握手會、現場演唱會等近距離活動因疫情肆虐而被迫中止，使大眾更加依賴網絡平台接觸流行音樂。疫情尤其對以往很大程度依賴各種實體活動的偶像業界造成衝擊。另一方面，不少網絡歌手的歌曲在Tik Tok與Clubhouse等社交媒體廣泛傳播，繼而擠身主流榜單並得到業界重視。主流樂壇的歌手也把活動重心移至網絡平台，包括舉行無現場觀眾的付費串流演唱會，以及積極使用社交媒體進行作品宣傳。疫情衝擊加速了串流媒體的發展，也讓聽眾從網絡不同管道接觸更多元化的音樂，使流行的音樂風格更加變幻莫測，也象徵著日本樂壇步入網路音樂時代。另外，一些年代久遠的作品也在音樂串流時代再次翻紅，截至2024年年底，一共有五首90年代的歌曲在付費音樂串流中收聽次數破億，分別是宇多田光的《Automatic》和《First Love》兩首歌，椎名林檎的《丸之內虐待狂》，Spitz的《Cherry》和南天群星的《盛夏的果實》。

#### 代表人物
- 樂團及音樂組合：Official髭男dism、綠黃色社會、King Gnu、RADWIMPS、Mrs. GREEN APPLE、THE ORAL CIGARETTES、Yorushika、YOASOBI、DISH//、MAN WITH A MISSION、女王蜂、羊文學、KANA-BOON、Saucy Dog、Creepy Nuts、新學校領袖
- 偶像及流行團體：
  - 男子：King & Prince、JO1、INI、SixTONES、Snow Man、浪花男子、&TEAM、BE:FIRST、Da-iCE
  - 女子：
    - 日系：坂道系列（乃木坂46、櫻坂46、日向坂46）、Perfume、=LOVE、KAWAII LAB.（日语：KAWAII LAB.）（FRUITS ZIPPER、CANDY TUNE（日语：CANDY TUNE）等）、星塵星球（日语：STARDUST PLANET）（桃色幸運草Z、超心動♡宣傳部等）
    - 韓系及國際系：NiziU、ME:I、IS:SUE、XG、HANA
- 個人歌手：宇多田光、LiSA、星野源、米津玄師、Eve、永遠是深夜有多好。、菅田將暉、藤井風、Aimer、milet、川口百合凪、愛繆、優里、秦基博、Ado、星街彗星、もさを、美波、平井大、瑛人（日语：瑛人）、Vaundy、神山羊、幾田莉拉、Tani Yuuki、DAOKO、yama、なとり、imase、樋口愛（日语：ヒグチアイ）、Chanmina

## 外部連結
- 日本唱片協會（页面存档备份，存于） （日語）
- ORICON NEWS（页面存档备份，存于） （日語）
- 音樂Natalie （页面存档备份，存于） （日語）
- BARKS （页面存档备份，存于） （日語）
- musicJAPANplus （页面存档备份，存于） （英文）（简体中文）
- JaME World （页面存档备份，存于） （英文）